# Ориндж-Парк (Флорида)
Ориндж-Парк (англ. Orange Park) — муниципалитет, расположенный в округе Клей (штат Флорида, США) с населением в 9081 человек по статистическим данным переписи 2000 года.

## География
По данным Бюро переписи населения США муниципалитет Ориндж-Парк имеет общую площадь в 14,5 квадратных километров, из которых 10,1 кв. километров занимает земля и 4,4 кв. километров — вода. Площадь водных ресурсов округа составляет 30,34 % от всей его площади.
Муниципалитет Ориндж-Парк расположен на высоте 4 м над уровнем моря.

## Демография
По данным переписи населения 2000 года в Ориндж-Парк проживало 9081 человек, 2362 семьи, насчитывалось 3429 домашних хозяйств и 3648 жилых домов. Средняя плотность населения составляла около 626,28 человек на один квадратный километр. Расовый состав населённого пункта распределился следующим образом: 82,95 % белых, 10,96 % — чёрных или афроамериканцев, 0,52 % — коренных американцев, 2,31 % — азиатов, 0,04 % — выходцев с тихоокеанских островов, 1,77 % — представителей смешанных рас, 1,44 % — других народностей. Испаноговорящие составили 4,60 % от всех жителей.
Из 3429 домашних хозяйств в 28,7 % воспитывали детей в возрасте до 18 лет, 53,9 % представляли собой совместно проживающие супружеские пары, в 11,9 % семей женщины проживали без мужей, 31,1 % не имели семей. 25,4 % от общего числа семей на момент переписи жили самостоятельно, при этом 9,0 % составили одинокие пожилые люди в возрасте 65 лет и старше. Средний размер домашнего хозяйства составил 2,45 человек, а средний размер семьи — 2,92 человек.
Население муниципалитета по возрастному диапазону по данным переписи 2000 года распределилось следующим образом: 21,0 % — жители младше 18 лет, 7,9 % — между 18 и 24 годами, 24,8 % — от 25 до 44 лет, 25,3 % — от 45 до 64 лет и 21,0 % — в возрасте 65 лет и старше. Средний возраст жителей составил 43 года. На каждые 100 женщин в Ориндж-Парк приходилось 90,3 мужчин, при этом на каждые сто женщин 18 лет и старше приходилось 87,7 мужчин также старше 18 лет.
Средний доход на одно домашнее хозяйство составил 47 631 доллар США, а средний доход на одну семью — 58 093 доллара. При этом мужчины имели средний доход в 36 590 долларов США в год против 26 846 долларов среднегодового дохода у женщин. Доход на душу населения составил 47 631 доллар в год. 4,6 % от всего числа семей в населённом пункте и 7,5 % от всей численности населения находилось на момент переписи населения за чертой бедности, при этом 10,8 % из них были моложе 18 лет и 17,1 % — в возрасте 65 лет и старше.

## Известные уроженцы и жители
- Алиша Гладден (1985—2013) — американская баскетболистка.